# Mr Europa
Mister Europa European Player of the Year Award – coroczna nagroda koszykarska utworzona w 1976 roku, przyznawana przez panel  dziennikarzy włoskiego tygodnika Superbasket do 2010 roku. Jej laureatem zostawał najlepszy gracz europejski bez względu na miejscy gry. Nagrodę przyznawano na podstawie osiągnięć klubowych oraz reprezentacyjnych zawodników.
Podobnie jak inne nagrody przyznawane np. przez włoską gazetę La Gazzetta dello Sport's – Euroscar Award, czy portal Eurobasket.com – All-Europeans Player of the Year nie była ona oficjalną nagrodą przyznawaną przez federację FIBA – FIBA European Player of the Year Award.
Chorwacki skrzydłowy Toni Kukoč jest jej rekordzistą, otrzymał ją czterokrotnie, w tym trzy razy z rzędu.

## Laureaci
Dwóch zawodników widnieje na liście jako obywatele więcej niż jednego kraju:
- Toni Kukoč w 1991 był obywatelem Jugosławii i Chorwacji, ponieważ w tym samym roku Chorwacja ogłosiła niepodległość.
- Peja Stojaković widnieje na liście jako obywatel Jugosławii oraz Serbii i Czarnogóry w 2002 roku, ponieważ Jugosławia stała się  drugim ze wspomnianych państw. Zawodnik posiada także greckie obywatelstwo.

| *   | Członek Koszykarskiej Galerii Sław im. Jamesa Naismitha                        |
| **  | Członek Galerii Sław FIBA                                                      |
| *** | Członek Koszykarskiej Galerii Sław im. Jamesa Naismitha oraz Galerii Sław FIBA |

| Rok  | Laureat                         | Klub (y)                          |
| ---- | ------------------------------- | --------------------------------- |
| 1976 | Pierluigi Marzorati**           | Forst Cantù                       |
| 1977 | Dražen Dalipagić***             | Partizan                          |
| 1978 | Dražen Dalipagić*** (2)         | Partizan                          |
| 1979 | Władimir Tkaczenko              | Stroitel                          |
| 1980 | Dino Meneghin***                | Emerson Varèse & Billy Milano     |
| 1981 | Dragan Kićanović**              | Partizan & Scavolini Pesaro       |
| 1982 | Dragan Kićanović** (2)          | Scavolini Pesaro                  |
| 1983 | Dino Meneghin*** (2)            | Billy/Simac Milano                |
| 1984 | Juan Antonio San Epifanio „Epi” | FC Barcelona                      |
| 1985 | Arvydas Sabonis***              | Žalgiris                          |
| 1986 | Dražen Petrović***              | Cibona                            |
| 1987 | Nikos Galis**                   | Aris                              |
| 1988 | Šarūnas Marčiulionis*           | Statyba                           |
| 1989 | Vlade Divac                     | Partizan & Los Angeles Lakers     |
| 1990 | Toni Kukoč                      | Jugoplastika/Pop 84 Split         |
| 1991 | Toni Kukoč (2)                  | Pop 84 Split & Benetton Treviso   |
| 1992 | Toni Kukoč (3)                  | Benetton Treviso                  |
| 1993 | Dražen Petrović*** (2)          | New Jersey Nets                   |
| 1994 | Sasha Đorđević                  | Recoaro Milano & Filodoro Bolonia |
| 1995 | Sasha Đorđević (2)              | Filodoro/Teamsystem Bolonia       |
| 1996 | Toni Kukoč (4)                  | Chicago Bulls                     |
| 1997 | Arvydas Sabonis*** (2)          | Portland Trail Blazers            |
| 1998 | Sasha Danilović                 | Kinder Bolonia                    |
| 1999 | Andrea Meneghin                 | Varèse Roosters                   |
| 2000 | Gregor Fučka                    | Paf Wennington Bolonia            |
| 2001 | Peja Stojaković                 | Sacramento Kings                  |
| 2002 | Peja Stojaković (2)             | Sacramento Kings                  |
| 2003 | Šarūnas Jasikevičius            | FC Barcelona & Maccabi Tel Awiw   |
| 2004 | Pau Gasol                       | Memphis Grizzlies                 |
| 2005 | Dirk Nowitzki                   | Dallas Mavericks                  |
| 2006 | Jorge Garbajosa                 | Unicaja Málaga & Toronto Raptors  |
| 2007 | Dimitris Diamantidis            | Panathinaikos                     |
| 2008 | Ricky Rubio                     | Joventut Badalona                 |
| 2009 | Pau Gasol (2)                   | Los Angeles Lakers                |
| 2010 | Juan Carlos Navarro             | FC Barcelona                      |